# حرارت (ئی‌پی اس‌جی لوئیس و تو لو)
حرارت (به انگلیسی: Heat) آلبوم چندآهنگهٔ مشترک موسیقی‌دان انگلیسی اس‌جی لوئیس و خواننده-ترانه‌پرداز سوئدی تو لو می‌باشد که در ۱۴ ژوئن سال ۲۰۲۴ از سوی ناشر مستقل لو که پریتی سوئد رکوردز نام دارد، منتشر گردید. حرارت ششمین ئی‌پی لوئیس و سومین ئی‌پی لو است.

## فهرست ترانه‌ها
| فهرست ترانه‌های حرارت | فهرست ترانه‌های حرارت               | فهرست ترانه‌های حرارت                          | فهرست ترانه‌های حرارت                        | فهرست ترانه‌های حرارت |
| شماره                | نام                                | نویسنده(ها)                                   | تهیه‌کننده(گان)                              | مدت                  |
| -------------------- | ---------------------------------- | --------------------------------------------- | ------------------------------------------- | -------------------- |
| ۱.                   | «Heat» (حرارت)                     | ساموئل جورج لوئیس تو نیلسون اورلاندو هگنباتوم | اس‌جی لوئیس توتالی انارمس اکستینکت دایناسورز | ۳:۳۷                 |
| ۲.                   | «Let Me Go Oh Oh» (ولم کن اوه اوه) | لوئیس نیلسون هگنباتوم                         | اس‌جی لوئیس توتالی انارمس اکستینکت دایناسورز | ۳:۵۸                 |
| ۳.                   | «Busy Girl» (دختر پرمشغله)         | لوئیس نیلسون هگنباتوم                         | اس‌جی لوئیس توتالی انارمس اکستینکت دایناسورز | ۲:۲۲                 |
| ۴.                   | «Desire» (خواسته)                  | لوئیس نیلسون                                  | اس‌جی لوئیس                                  | ۵:۳۴                 |
| مجموع مدت:           | مجموع مدت:                         | مجموع مدت:                                    | مجموع مدت:                                  | ۱۵:۳۱                |

یادداشت‌ها
- «Let Me Go Oh Oh» به‌صورت «Let me go OH OH» تلطیف می‌شود